# ФК РКЦ Валвајк
РКЦ Валвајк (хол. RKC Waalwijk) професионални је холандски фудбалски клуб из Валвајка. Основан је 26. августа 1940. године спајањем три клуба: ХЕЦ, ВВБ и Херкулес. Домаће утакмице игра на стадиону Мандемакерс капацитета 7.500 места.

## Успеси
- Ерсте дивизија: 1987/88, 2010/11.